# Narathura minor
Narathura minor är en fjärilsart som beskrevs av Evans 1957. Narathura minor ingår i släktet Narathura och familjen juvelvingar. Inga underarter finns listade i Catalogue of Life.